# Реден (Нідерланди)
Реден (нід. Rheden, нід. вимова: [ˈreːdə(n)] ( прослухати)) — муніципалітет і місто на сході Нідерландів, у провінції Гелдерланд.

## Населені пункти муніципалітету
Міста
- Велп
- Дірен
- Реден

Села
- Де-Стег
- Еллеком
- Лаг-Сурен
- Спанкерен

## Топографія
Нідерландська топографічна карта муніципалітету Реден, червень 2015 року

## Визначні мешканці
- Ганс ван ден Брук (нар. 1936)  — нідерландський політик. Міністр закордонних справ Нідерландів з 1982 до 1993. Протягом 1970—1974 років був депутатом міськради Редена.
- Мелані Шульц ван Хаген-Маас Гістеранус (нар. 1970 в Лаг-Сурені) — нідерландська політична діячка і підприємиця.
- Ян Зібелінк (нар. 1938 у Велпі) — нідерландський письменник.
- Едвард Гал (нар. 1970 в Редені) — нідерландський вершник, олімпійський медаліст.

## Галерея

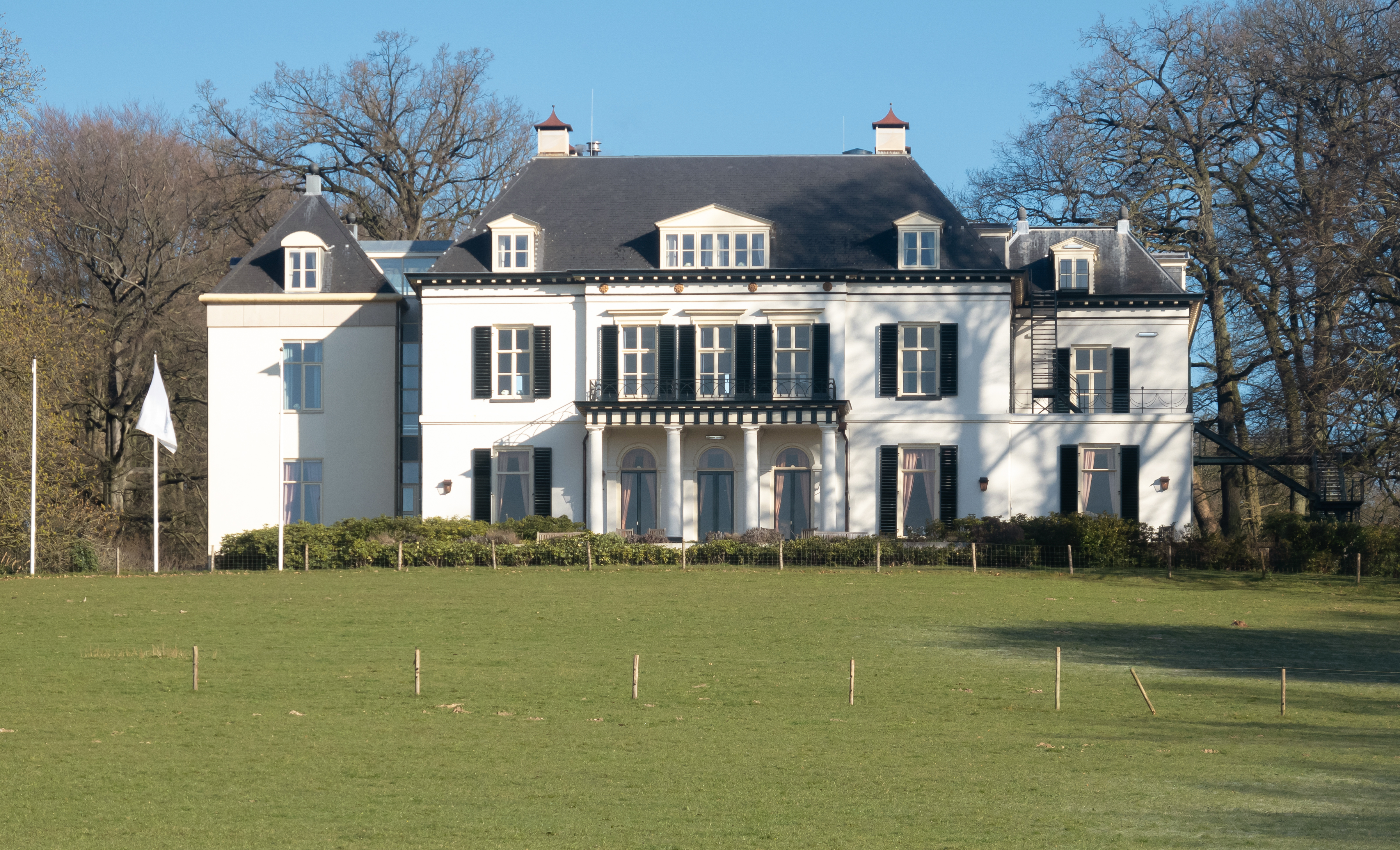
Будинок у Редені
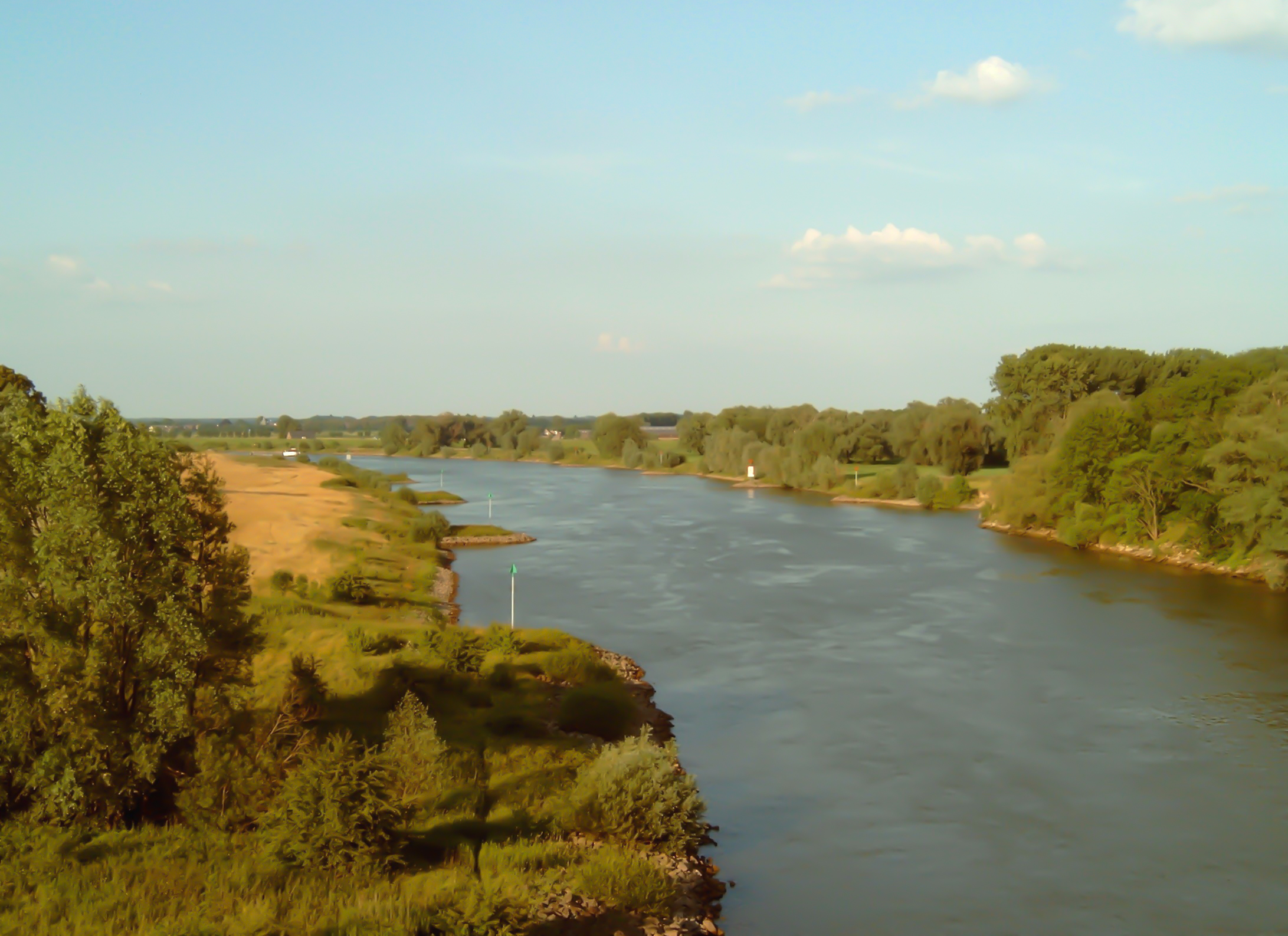
Річка у Велпі
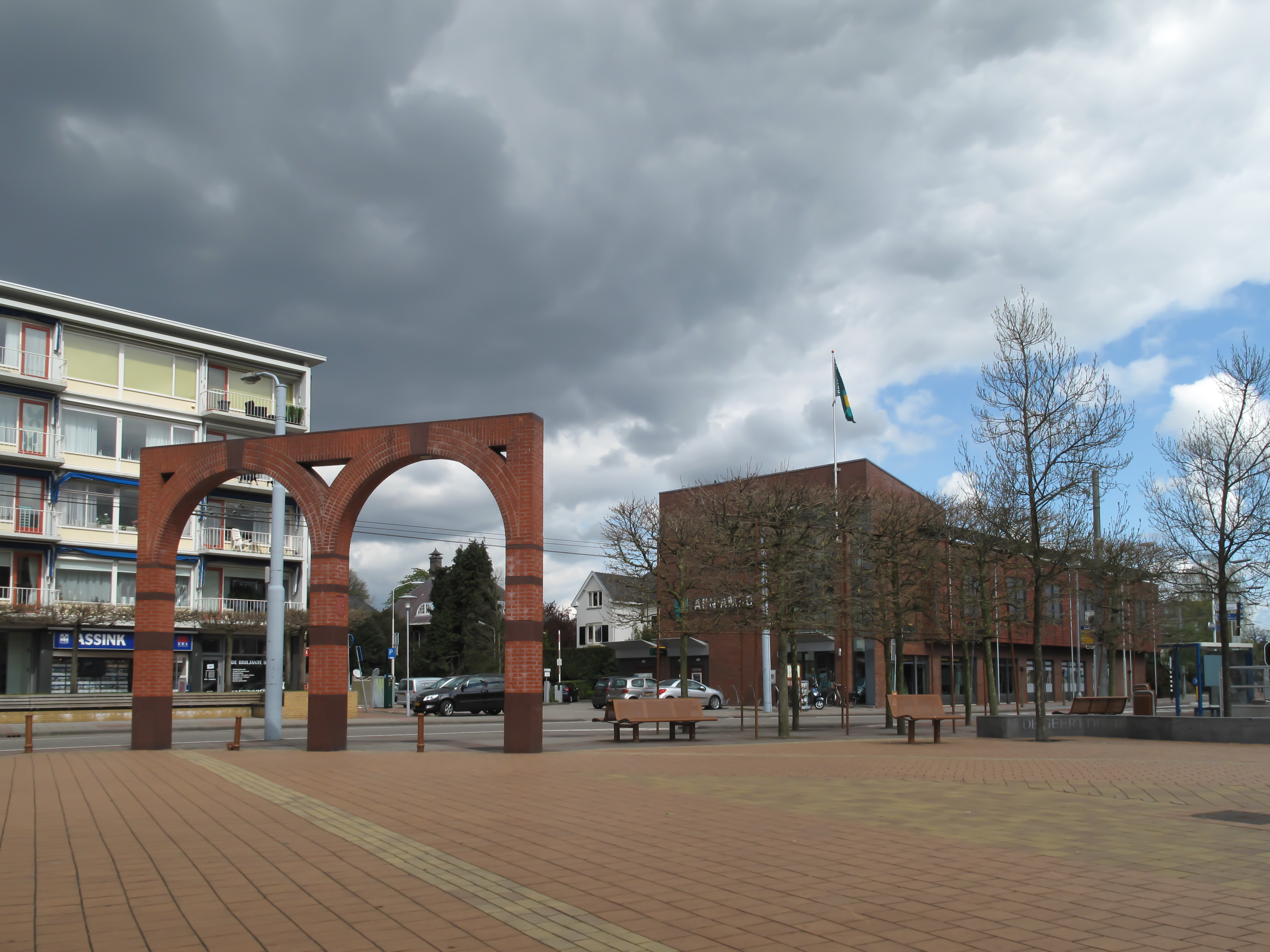
Вулична панорама Велпа
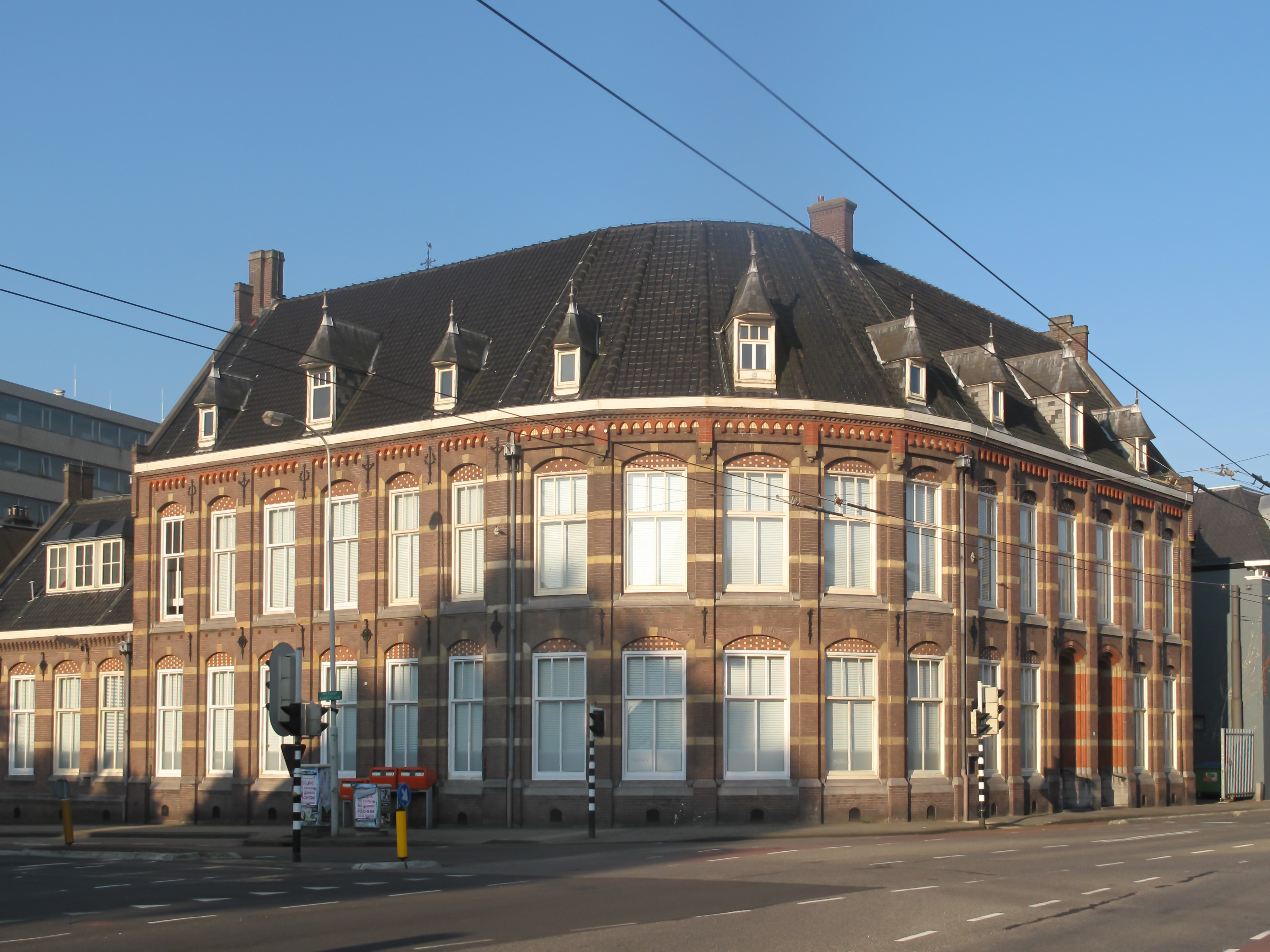
Офісна будівля у Велпі
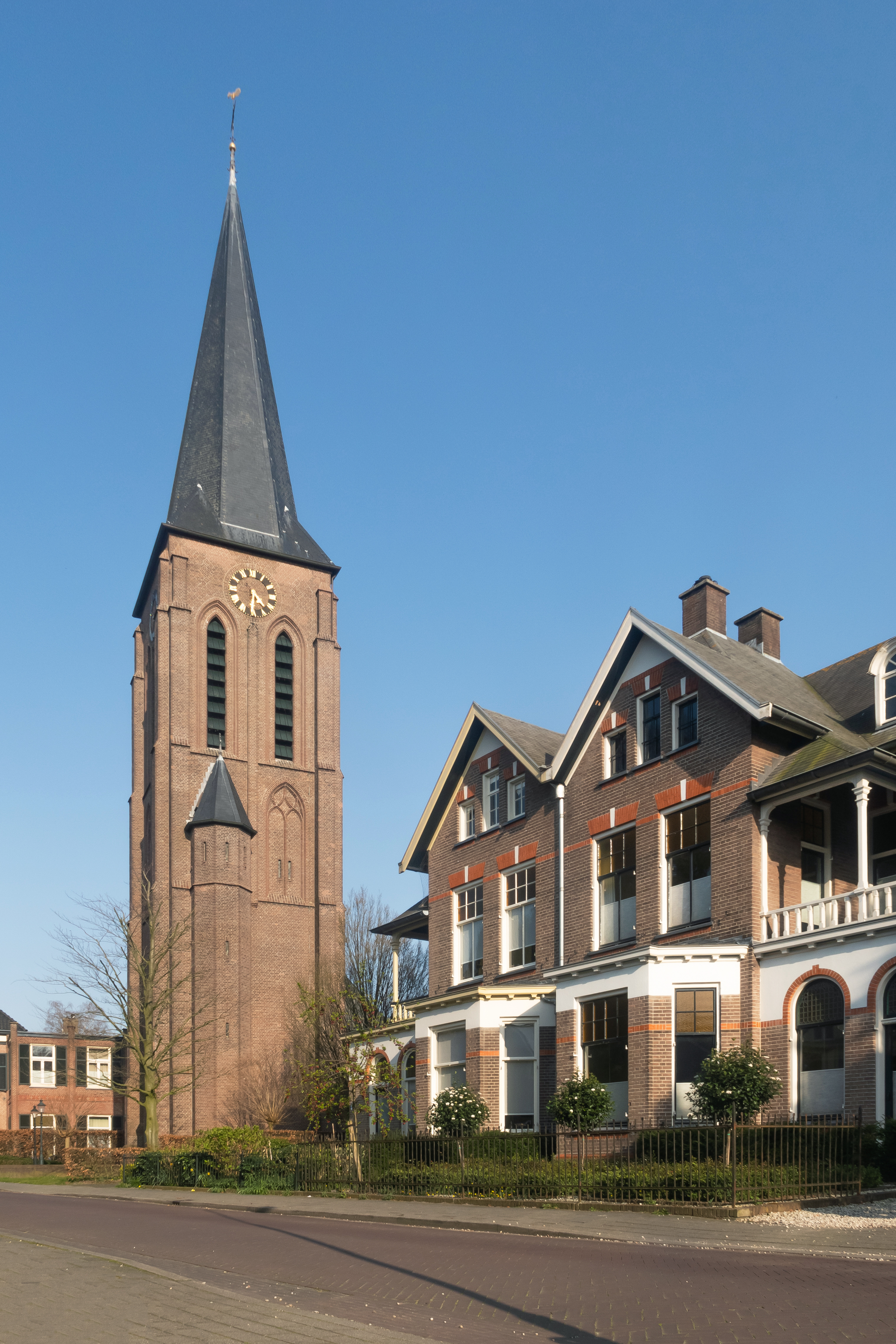
Башта у Дірені
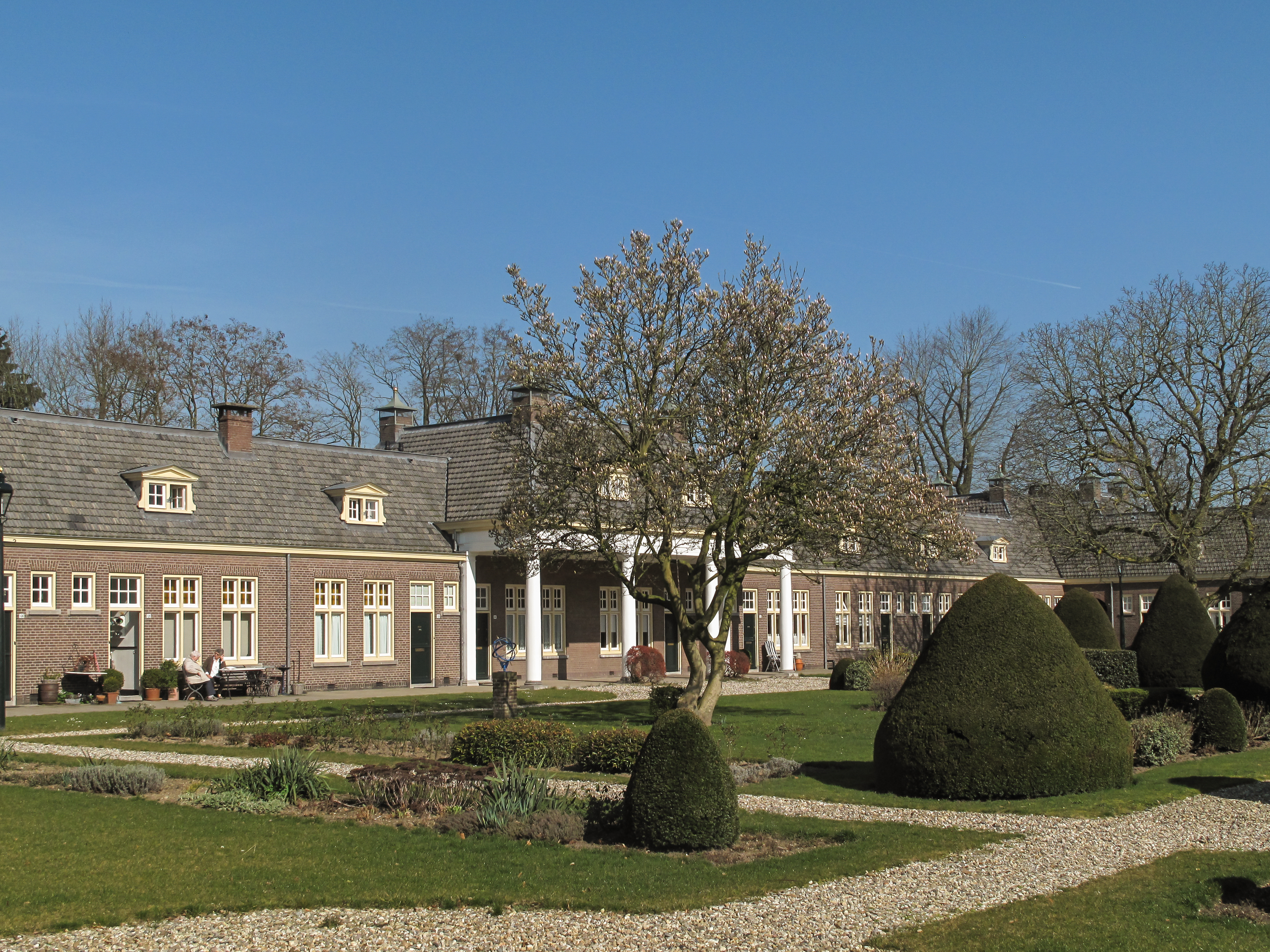
Будинок у Дірені
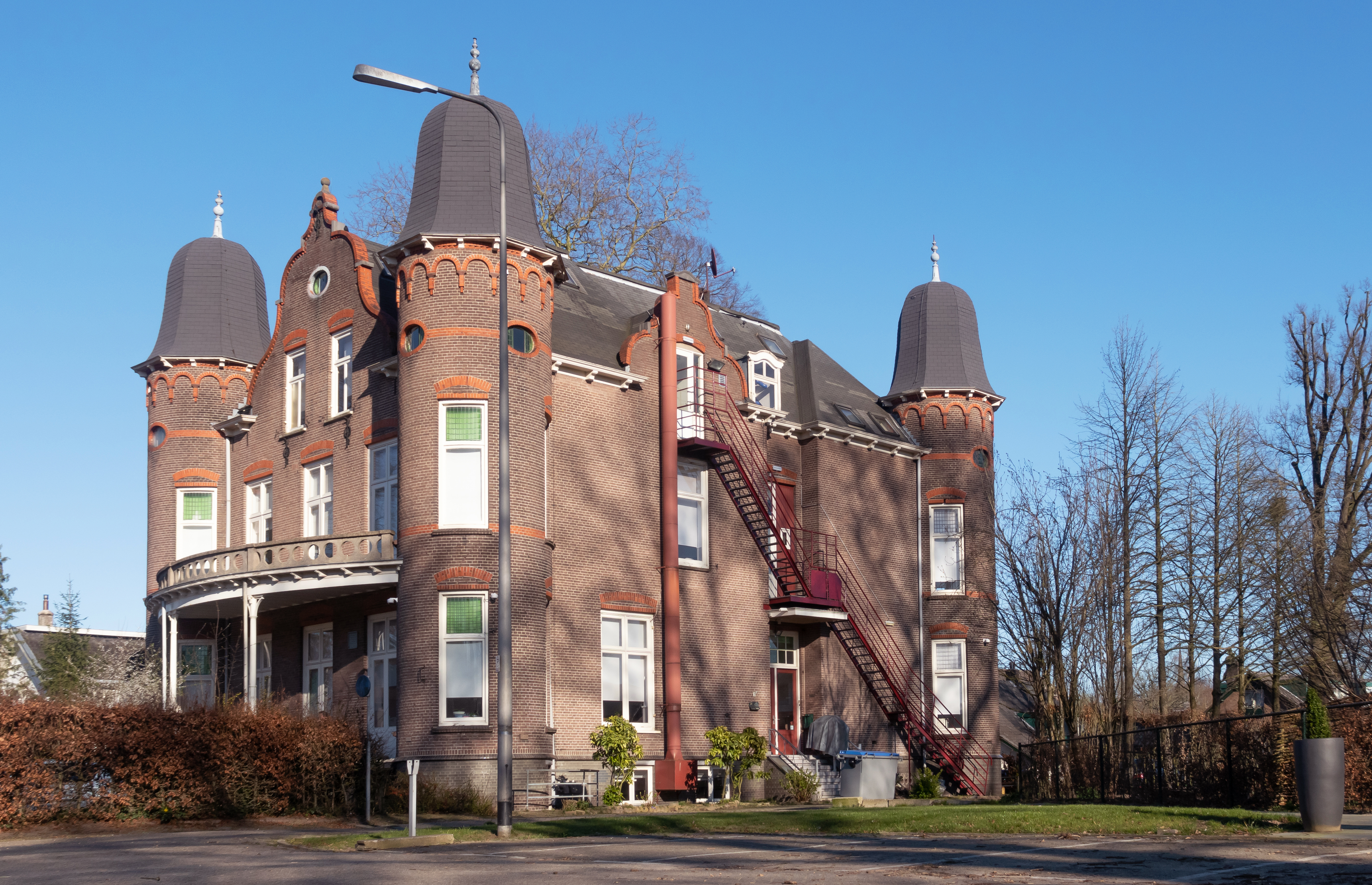
Вілла в Де-Стезі
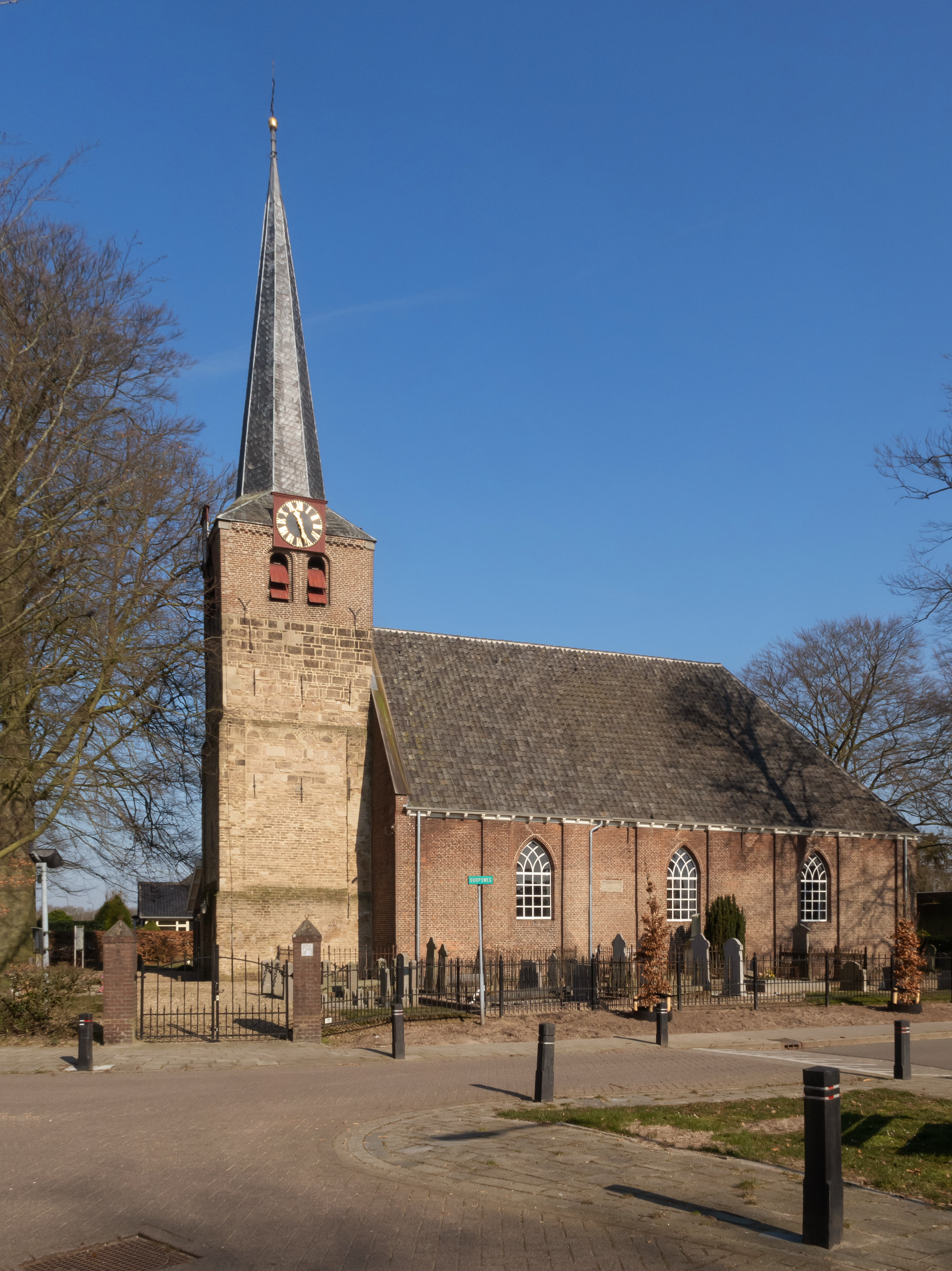
Реформистська церква в Спанкерені